# Lance Kinsey
Pour les articles homonymes, voir Kinsey.
Lance Kinsey est un acteur canadien né le 13 juin 1954 à Calgary (Alberta).

## Filmographie
- 1985 : Police Academy 2 : sergent Proctor
- 1986 : Police Academy 3 : lieutenant Proctor
- 1987 : Police Academy 4 : lieutenant Proctor
- 1988 : Police Academy 5 : lieutenant Proctor
- 1989 : Police Academy 6 : lieutenant Proctor
- 1990 : Why me? Un plan d'enfer (Why Me?) de Gene Quintano : le technicien téléphonique
- 1990 : Masters of Menace de Daniel Raskov
- 1993 : Alarme fatale : lieutenant Irv Lansing
- 1998 : Un dollar pour un mort (Dollar for the Dead) (TV) : Traqueur